# Bondarcevka horská

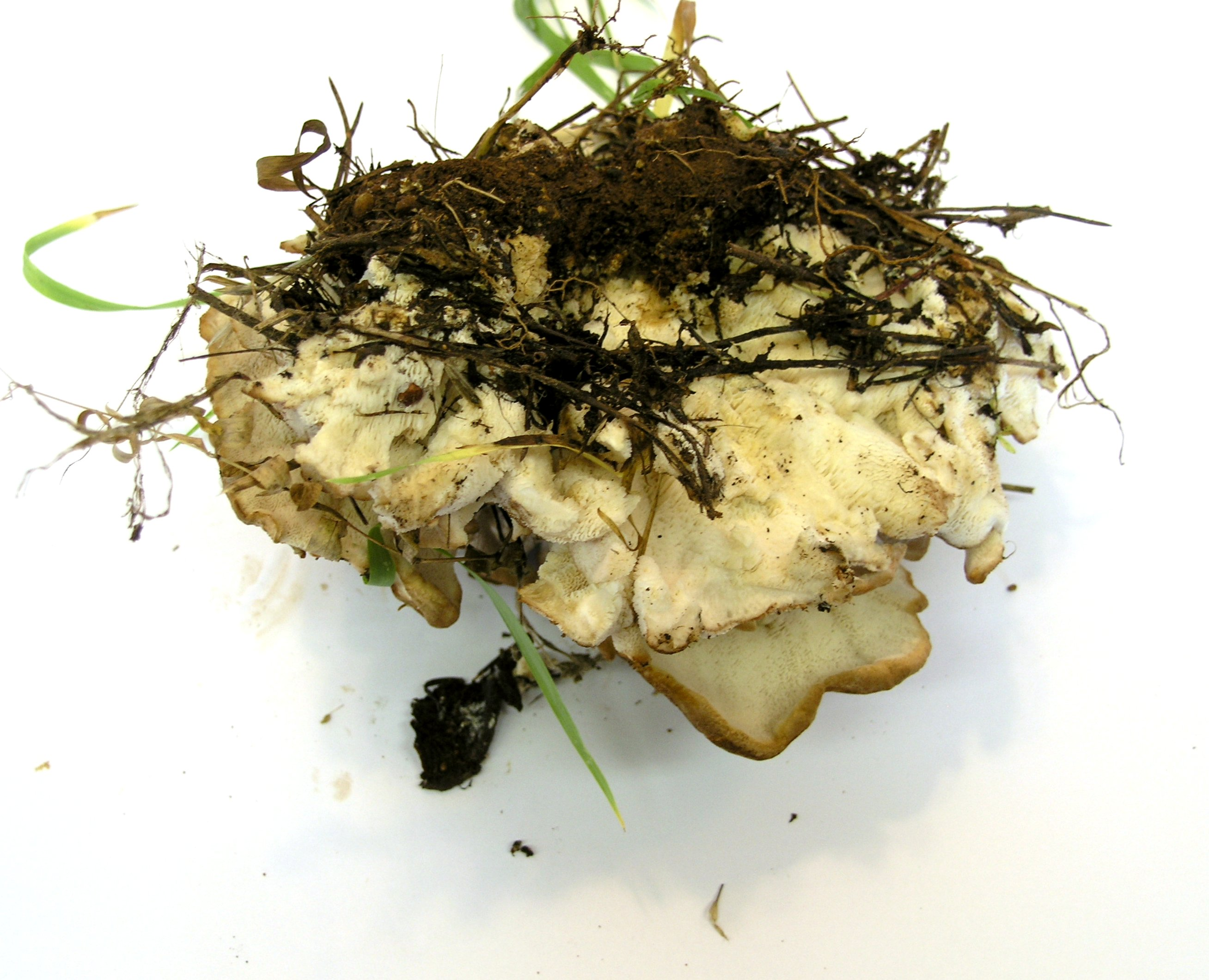
Bondarcevka horská

Bondarcevka horská (Bondarzewia mesenterica, synonymum Bondarzewia montana) je nejedlá houba z čeledi Bondarzewiaceae. Plodnice vyrůstají ze společné hlízovité báze a tvoří mohutné, až 0,5 m široké trsy. Jednotlivé klobouky jsou 10–20 cm široké srůtající, růžicovitě uspořádané, na povrchu hrbolkaté a paprsčitě vrásčité, jemně plstnaté, pak lysé, matné, okrové až žlutavě hnědé. Ústí rourek na spodní straně klobouku jsou hranatá, ve stáří roztrhaná, místy labyrintická, krémová až naokrovělá. Má palčivou chuť. Podobný vějířovec obrovský (Meripilus giganteus) roste obvykle na listnáčích a chutná mírně.